# Hellenic Petroleum
Hellenic Petroleum ging 1998 aus der vormals staatlichen Public Petroleum Corporation S.A. (DEP) hervor. Die Hauptaktivitäten liegen in der Verarbeitung und dem Vertrieb von Erdölprodukten sowie der Erdölförderung. Weitere liegen im Bereich der Elektrizität und der Fertigung von Kunststoffgranulaten. Das Unternehmen ist im Athex Composite Share Price Index an der Athener Börse gelistet.
Hellenic Petroleum unterhält drei Raffinerien in Griechenland (Thessaloniki, Elefsina und Aspropyrgos) sowie eine in der Republik Nordmazedonien. Das Tankstellennetz umfasst 1175 von rund insgesamt 8000 Stationen (unter dem Namen EKO) in Griechenland sowie weitere in den Ländern Albanien, Nordmazedonien und Georgien.
2008 wurden Opet Aygaz Bulgaria EAD („OAB“) übernommen, die weitere neue Stationen in Bulgarien betreibt und neue Anlagen in Sofia unterhält.
Auch werden in Griechenland 23 Tankanlagen an Flughäfen sowie wenige LPG-Stationen und Tanklager unterhalten.

## Geschichte
Staatliche Aktivitäten im Erdölsektor gehen bis auf das Jahr 1907 zurück, aber erst 1958 wurde die Staatliche Erdölgesellschaft (DEP) gegründet mit Anlagen in Aspropyrgos. Nach dem Fall der Militärjunta zog sich Esso aus Griechenland zurück, da diese als eine der Hauptunterstützer nun in schlechtem Licht stand. Die DEP übernahm deren Raffinerie in Thessaloniki und das Tankstellennetz. 1998 wurde die DEP in Hellenic Petroleum umbenannt und privatisiert. Seitdem hat sich diese von einem nationalen Unternehmen zum wichtigsten Mineralölkonzern Südosteuropas entwickelt.